# Radozsda
Radozsda (macedónul: Радожда) település Észak-Macedóniában, a Délnyugati körzetben, Sztruga községben.

## Népesség
| Lakosok száma | 809  | 755  | 866  | 777  | 858  | 840  | 849  | 808  | 710  |
|               | 1948 | 1953 | 1961 | 1971 | 1981 | 1991 | 1994 | 2002 | 2021 |

2002-ben 808 lakosa volt, akik közül 806 macedón, 1 szerb és 1 egyéb.